# Cartuja de Bellary

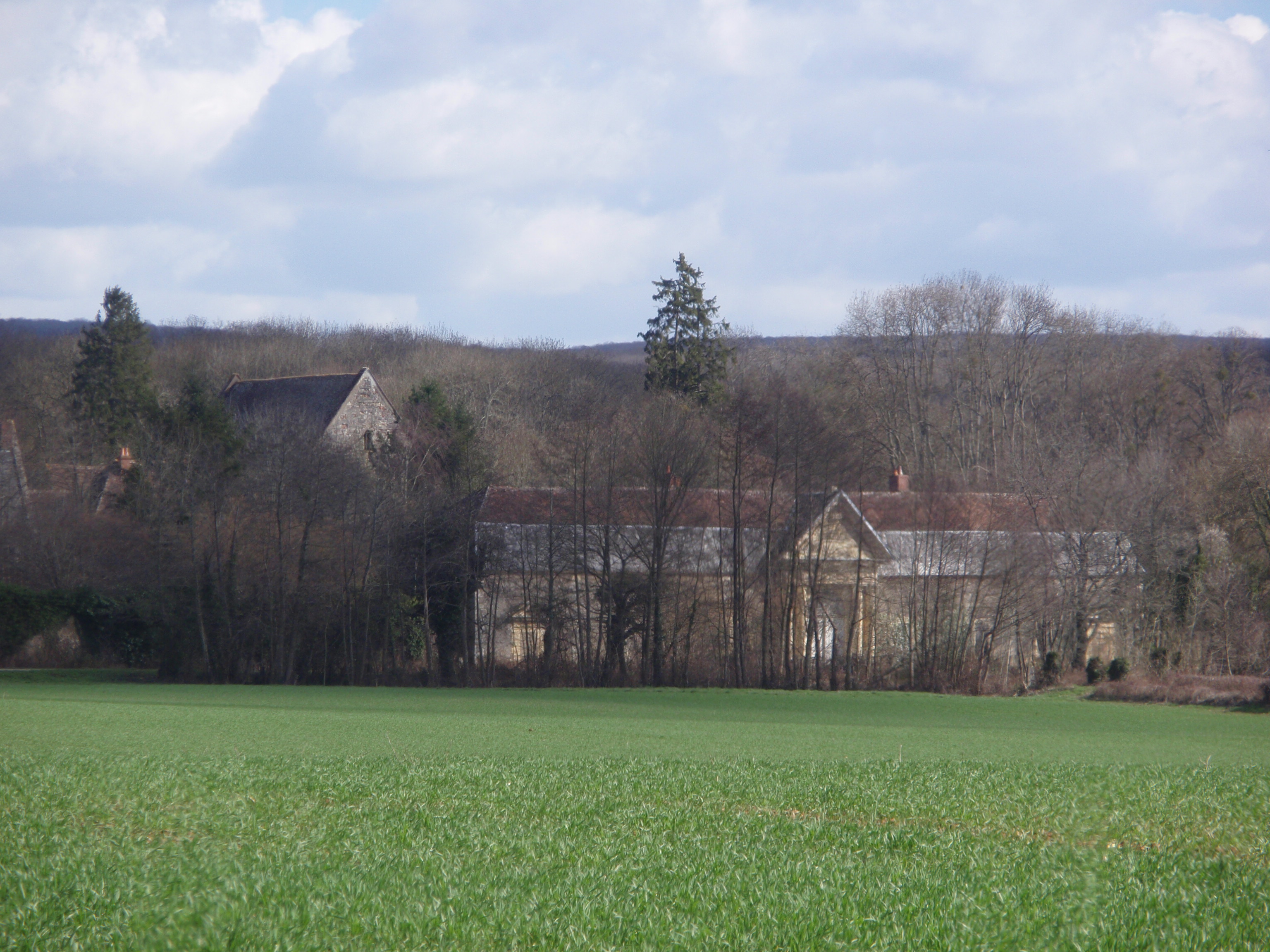
Cartuja de Bellary

La Cartuja de Bellary o de la Anunciación de la Virgen de Bellary (en Borgoña, actual departamento de Nièvre) fue un antiguo monasterio de la Francia central. Aislado en el bosque y situado a siete kilómetros de la población, la Cartuja de Bellary pertenece a la comuna de Châteauneuf-Val-de-Bargis. Hoy en día es una propiedad privada.
La capilla mayor, la capilla anexa y la sacristía,  el gran refectorio del siglo XVI y el portal del pabellón de entrada están registrados como monumento histórico desde el 20 de octubre de 1971.

## Historia
Fundado en 1209 por Hervé IV de Donzy y su esposa Mahaut Courtenay. El monasterio no escapó a las turbulencias de la historia y sufrió periodos de abandono y pillajes durante las Guerra de los Cien Años (1337-1453) y las guerras de religión (1562-1598). Quedó destruido por un incendio en tiempos del papa Eugenio IV (1431-1447), quien concedió indulgencias a todos los que contribuyeron a la reconstrucción. En 1562 es incendiado por los protestantes calvinistas (Hugonotes). Su restauración llevó muchos años y no se completó hasta 1602.

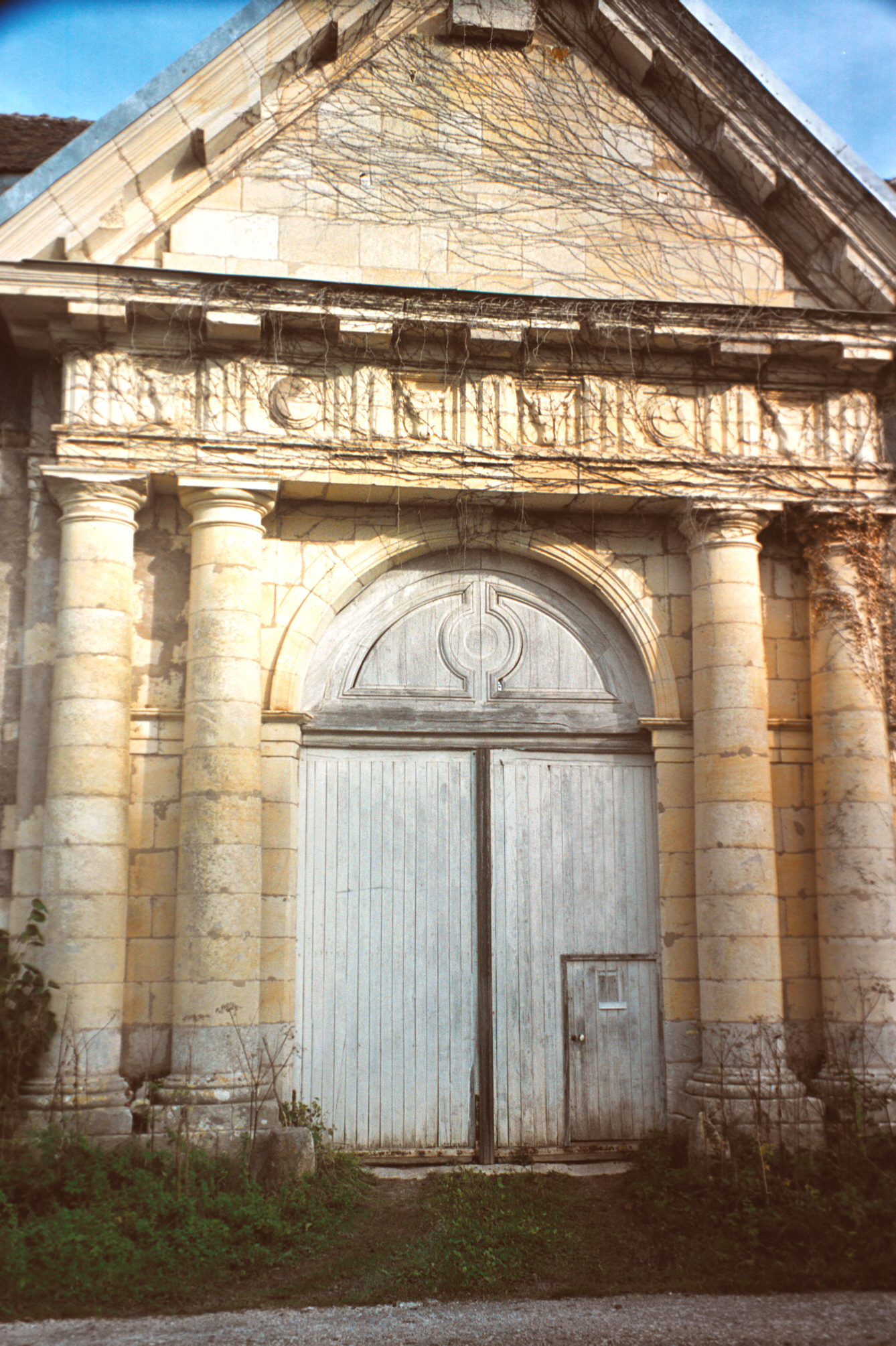
Portada

Escudo de la Cartuja de Bellary

En 1752, sus ingresos anuales rondaban las 16.000 libras. Cuarenta años más tarde, alcanzaban las 20.411 libras. De hecho, la cartuja jugaba un papel económico muy importante en la zona porque era propietaria de tierras (latifundista) y daba trabajo a bastante gente. En abril de 1791 el monasterio fue vendido como bien nacional a un comerciante por la suma de 100.200 libras y terminó siendo una ... granja.
Dependiendo del período, el número de religiosos residentes en Bellary osciló entre siete y quince. El abad Lucien Charrault, en su historia de la Cartuja de Bellary, enumeran los priores del monasterio, acompañados por una breve reseña biográfica. El primero fue Dom Étienne (1209-1217) y el último Dom Maurice Buhigné (1789-1790).

## Arte y arquitectura
La Cartuja de Bellary era un conjunto de varios edificios, algunos de los cuales han desaparecido o completamente transformados: la iglesia gótica, las casas del prior y los religiosos, el claustro, la puerta monumental de estilo dórico neoclásico (en la que figura la fecha de 1788), la estancia Malgouverne (para la recepción de laicos), capilla, molino, prensa, graneros, establos ... y el cementerio. A unos 500 metros al oeste del monasterio existían unas viviendas destinadas a los hermanos legos, y la Capilla de San Lorenzo.
El tabernáculo-retablo de la iglesia se exhibe hoy en el Museo Auguste Grasset en Varzy. La puerta principal del cementerio de Beaumont-la-Ferrière procede de este monasterio.

## Galería
Imágenes de la cartuja de 1951 (fotos de Jean-Louis Coignet).

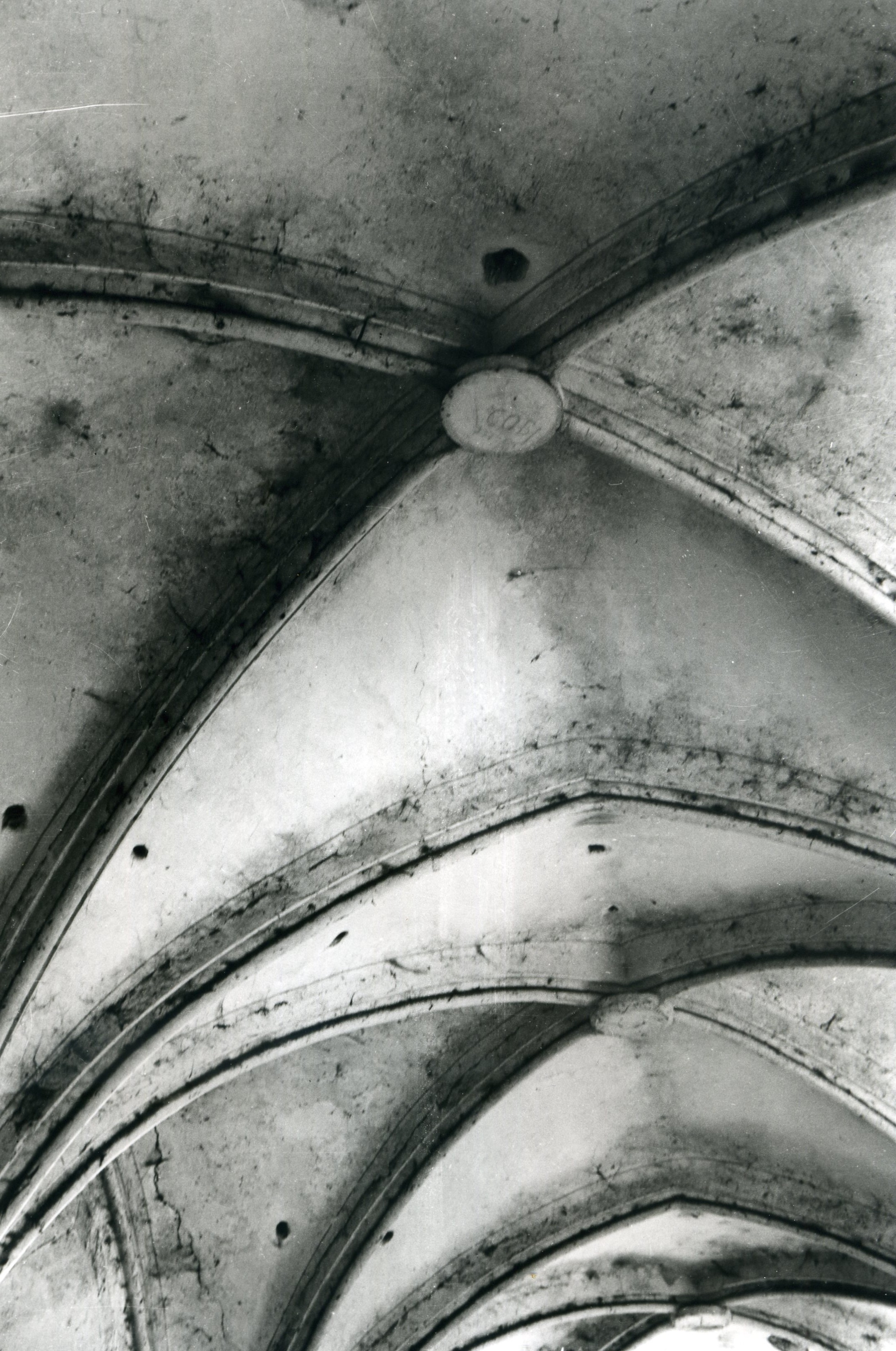
Vista de la iglesia
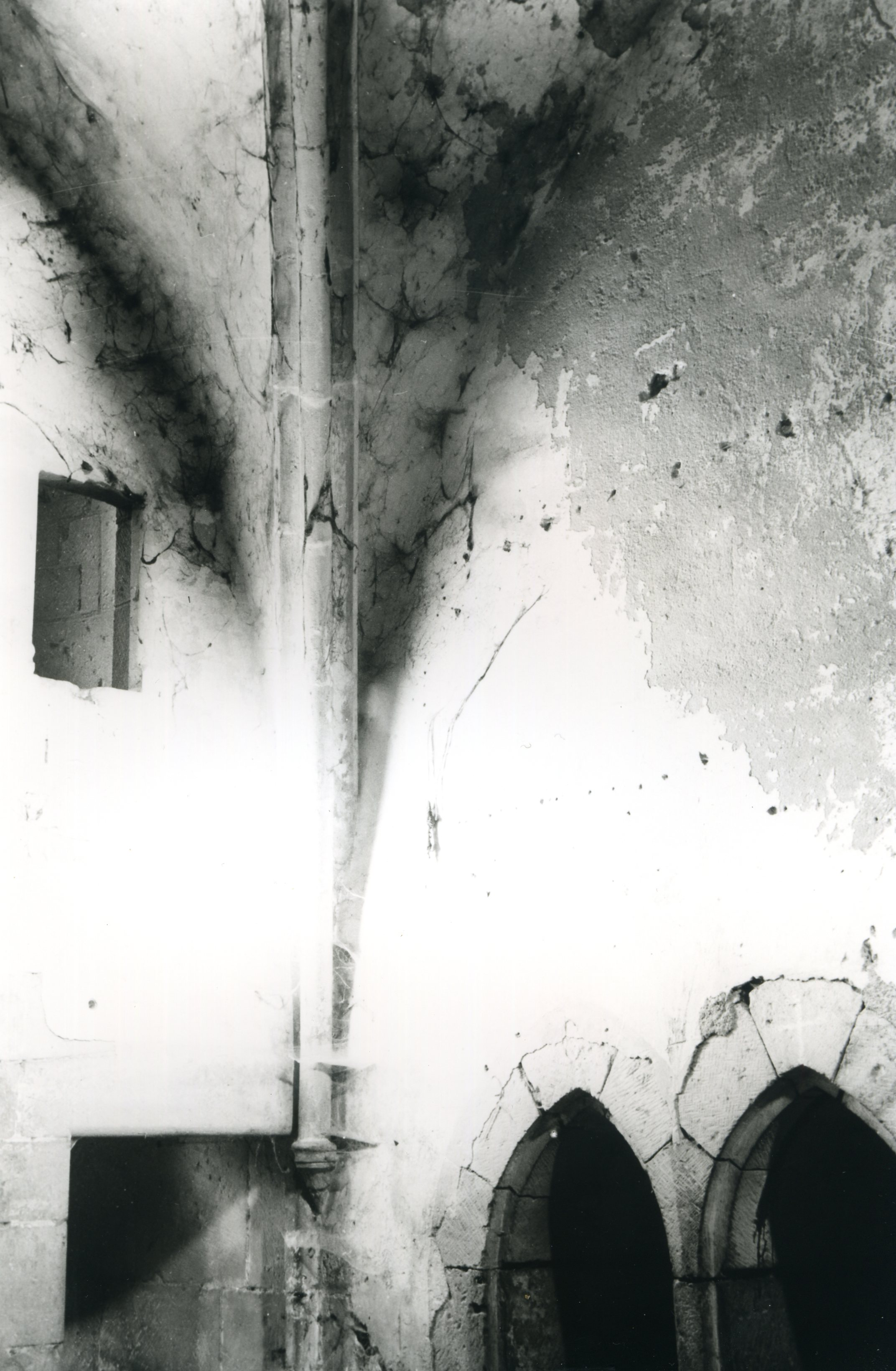
Claustro
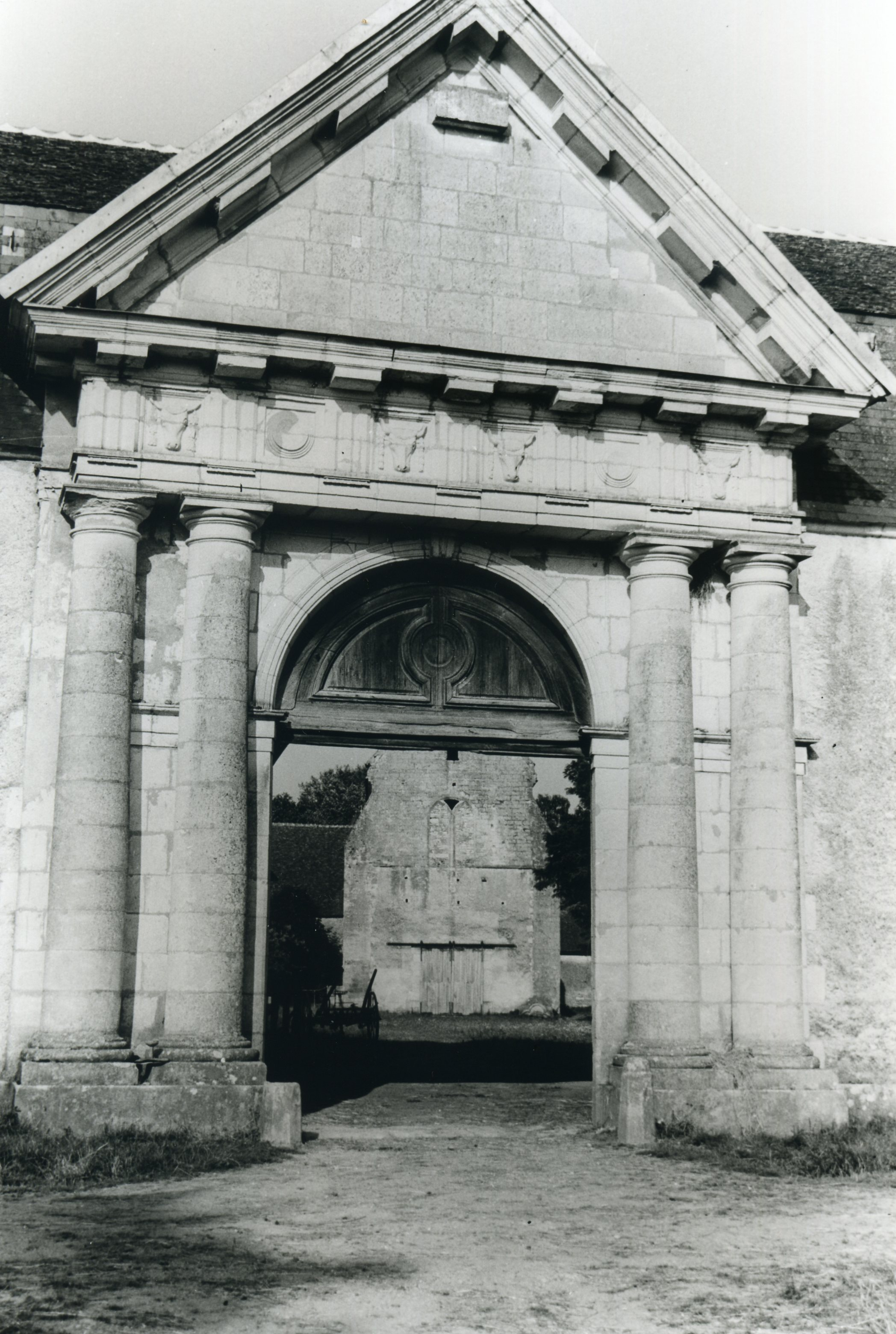
Portada de estilo dórico
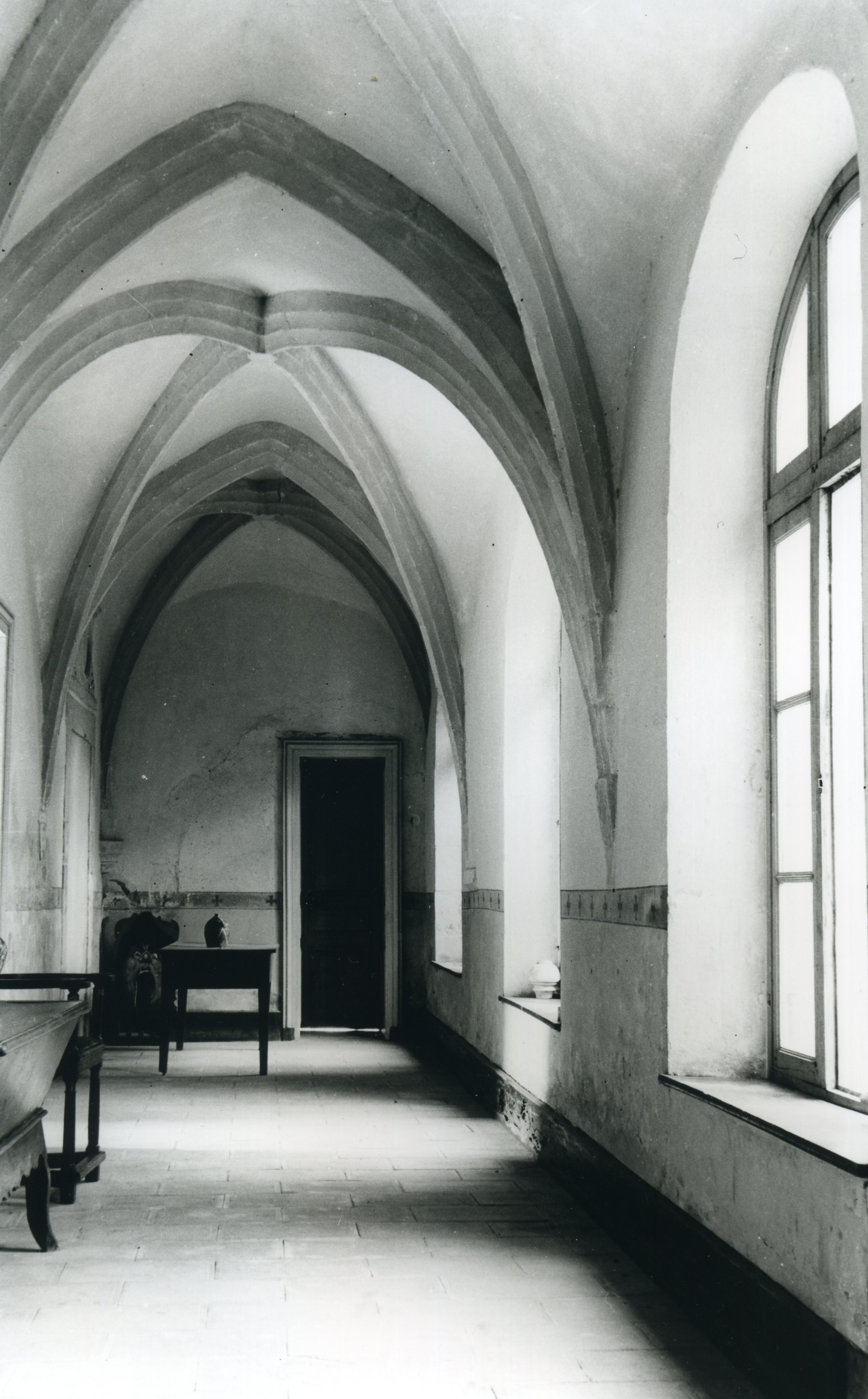
Claustro
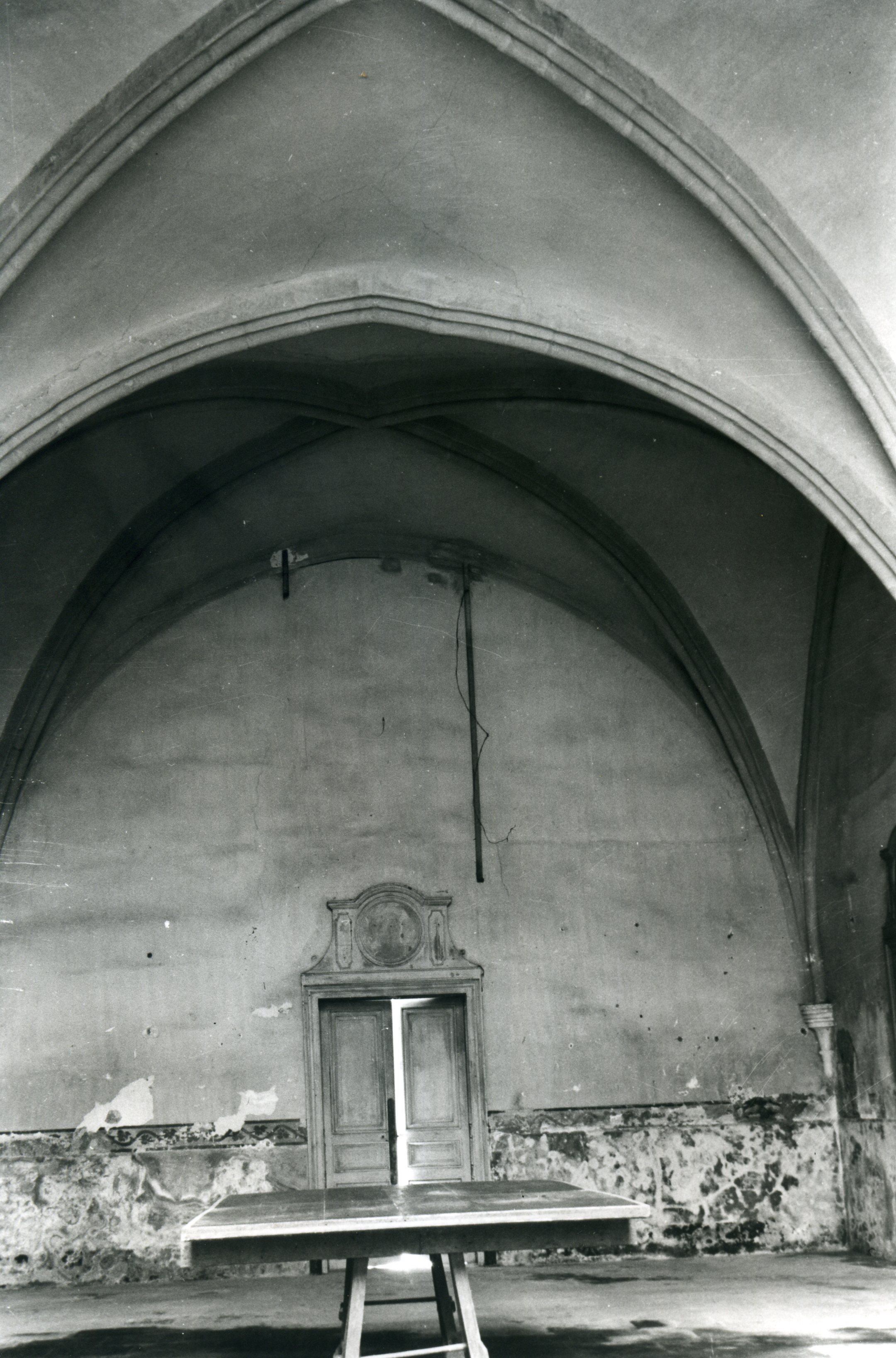
Antiguo refectorio